# Point of Rocks (Maryland)
Point of Rocks es un lugar designado por el censo ubicado en el condado de Frederick en el estado estadounidense de Maryland. En el Censo de 2010 tenía una población de 1.466 habitantes y una densidad poblacional de 514,1 personas por km².

## Geografía
Point of Rocks se encuentra ubicado en las coordenadas 39°16′41″N 77°31′45″O / 39.27806, -77.52917. Según la Oficina del Censo de los Estados Unidos, Point of Rocks tiene una superficie total de 2.85 km², de la cual 2.85 km² corresponden a tierra firme y (0%) 0 km² es agua.

## Demografía
Según el censo de 2010, había 1.466 personas residiendo en Point of Rocks. La densidad de población era de 514,1 hab./km². De los 1.466 habitantes, Point of Rocks estaba compuesto por el 85.33% blancos, el 7.84% eran afroamericanos, el 0.48% eran amerindios, el 2.05% eran asiáticos, el 0% eran isleños del Pacífico, el 1.77% eran de otras razas y el 2.52% pertenecían a dos o más razas. Del total de la población el 5.18% eran hispanos o latinos de cualquier raza.